# Paraleptophlebia clara
Paraleptophlebia clara är en dagsländeart som först beskrevs av Mcdunnough 1933.  Paraleptophlebia clara ingår i släktet Paraleptophlebia och familjen starrdagsländor. Inga underarter finns listade i Catalogue of Life.